# Eduard Fischer (mykolog)
Eduard Fischer (ur. 16 czerwca 1861 w Bernie, zm. 18 listopada 1939 tamże) – szwajcarski botanik i mykolog.

## Życiorys
Był synem botanika Ludwiga Fischera, profesora i dyrektora państwowego ogrodu botanicznego. W 1883 roku ukończył studia na Uniwersytecie w Bernie. W Strasburgu za pracę o wnętrzniakach (Gasteromycetes) uzyskał doktorat pod opieką znanego mykologa Heinricha Antona de Bary. Podczas dalszych studiów w Berlinie w latach 1884–1885 współpracował z Simonem Schwendenerem, Augustem Wilhelmem Eichlerem i Paulem Friedrichem Augustem Aschersonem. W 1885 Fischer został wykładowcą na Uniwersytecie w Bernie, a w 1893 awansował na profesora nadzwyczajnego. W latach 1897–1933 był profesorem botaniki i biologii ogólnej na uniwersytecie, a później dyrektorem Ogrodu Botanicznego i Instytutu Botanicznego w Bernie. W 1899 r. Fischer poślubił pochodzącą z rodziny naukowców Johannę Gruner.
Został członkiem Linnean Society of London w 1932 roku. Za osiągnięcia tytuł doktora honoris causa nadały mu Uniwersytet Genewski i Uniwersytet w Bazylei.

## Praca naukowa
Jest autorem wielu publikacji naukowych. M.in. opracował ważne monografie workowców (Ascomycota) i podstawczaków (Basidiomycota) Europy Środkowej.
Opisał nowe taksony grzybów i roślin. W ich naukowych nazwach dodawany jest skrót jego nazwiska E. Fisch.